# Jorge Ramírez Tabacchi
Jorge Eduardo Ramírez Tabacchi, llamado mayormente por su apodo como Loverita, (Lima, 7 de septiembre de 1975) es un exfutbolista y hoy entrenador de fútbol de menores peruano que jugaba como delantero o mediocampista.

## Trayectoria
Loverita Ramírez se inició en el Club Alianza Lima, donde apareció como una gran figura del fútbol peruano. Jugó su primer partido oficial en el Torneo Intermedio de 1993.  Emigró en calidad de préstamo, en 1994, a América Cochahuayco de la Segunda División. Tras regresar a Alianza marcó 15 goles entre abril de 1995 y mayo de 1996, para luego pasar por una larga sequía. Nunca más marcaría con el cuadro blanquiazul.  Permaneció en este equipo hasta inicios de 1997 jugando la Copa Libertadores de ese mismo año, siendo separado del equipo por un malentendido, yendo al Tampico Madero, filial en ese entonces del Puebla mexicano. A mitades de año llega a Sporting Cristal tras jugar en México.
Comenzó la temporada 1998 jugando en Grecia por el Skoda Xanthi, regresando al Perú el segundo semestre para jugar nuevamente en Alianza para jugar de volante. Los siguientes dos años estuvo jugando en Unión Minas y Alianza Atlético, alternando en el equipo sullanense como lateral derecho.
En 2001 tuvo su mejor temporada jugando con el Deportivo Wanka, consagrándose como el goleador de la temporada con 21 anotaciones. A fines de esa temporada viajó a Europa probándose en el Grenoble Foot 38 de Francia, Sporting Charleroi de Bélgica y 1.FC Koln de Alemania. En enero del 2002 ficha por el Espérance ST de Túnez ganando el campeonato local, finalizando el año en el torneo peruano con el Coronel Bolognesi de Tacna. En este equipo se mantuvo hasta el 2004, pasando luego al Sporting Cristal y luego el FBC Melgar.
El 2006 lo inició jugando en Chipre con el Olympiakos Nicosia, y lo terminó en el José Gálvez de Chimbote, club con el cual perdió la categoría. Finalmente se desempeñó todo el 2007 en el Puerto Rico Islanders de la USL First Division, retirándose del fútbol al acabar esa temporada para pasar a desempeñarse como formador de menores.
Ha formado parte de la selección peruana en las categorías Sub-23 y con la selección mayor jugó un partido por las eliminatorias de Francia 1998 y Corea-Japón 2002. También jugó un amistoso en 1996.

## Estadísticas

### Clubes
- Actualizado hasta fin de carrera deportiva.

| Club | Div.          | Temporada     | Liga  | Liga  | Copas nacionales(1) | Copas nacionales(1) | Copas internacionales | Copas internacionales | Total | Total | Media goleadora(2) |
| Club | Div.          | Temporada     | Part. | Goles | Part.               | Goles               | Part.                 | Goles                 | Part. | Goles | Media goleadora(2) |
| --- | ------------- | ------------- | ----- | ----- | ------------------- | ------------------- | --------------------- | --------------------- | ----- | ----- | ------------------ |
| América Cochahuayco · Perú | 2.ª           | 1994          | 22    | 3     | ―                   | ―                   | ―                     | ―                     | 22    | 3     | 0,31               |
| América Cochahuayco · Perú | Total club    | Total club    | 22    | 3     | 0                   | 0                   | 0                     | 0                     | 22    | 3     | 0,31               |
| Alianza Lima · Perú | 1.ª           | 1995          | 24    | 8     | ―                   | ―                   | ―                     | ―                     | 24    | 8     | 0,33               |
| Alianza Lima · Perú | 1.ª           | 1996          | 26    | 7     | ―                   | ―                   | 5                     | 0                     | 31    | 7     | 0,27               |
| Tampico Madero · México | 1.ª           | 1997          | 6     | 1     | 1                   | 0                   | ―                     | ―                     | 7     | 1     | 0,31               |
| Tampico Madero · México | Total club    | Total club    | 6     | 1     | 1                   | 0                   | 0                     | 0                     | 7     | 1     | 0,31               |
| Sporting Cristal · Perú | 1.ª           | 1997          | 9     | 1     | ―                   | ―                   | 1                     | 0                     | 10    | 1     | 0,31               |
| Sporting Cristal · Perú | Total club    | Total club    | 9     | 1     | 0                   | 0                   | 1                     | 0                     | 10    | 1     | 0,31               |
| Alianza Lima · Perú | 1.ª           | 1998          | 9     | 0     | ―                   | ―                   | 1                     | 0                     | 10    | 0     | 0,31               |
| Alianza Lima · Perú | Total club    | Total club    | 59    | 15    | 0                   | 0                   | 6                     | 0                     | 65    | 15    | 0,31               |
| Unión Minas · Perú | 1.ª           | 1999          | 21    | 2     | ―                   | ―                   | ―                     | ―                     | 21    | 2     | 0,31               |
| Unión Minas · Perú | Total club    | Total club    | 21    | 2     | 0                   | 0                   | 1                     | 0                     | 21    | 2     | 0,31               |
| Alianza Atlético · Perú | 1.ª           | 1999          | 22    | 4     | ―                   | ―                   | ―                     | ―                     | 22    | 4     | 0,33               |
| Alianza Atlético · Perú | 1.ª           | 2000          | 35    | 6     | ―                   | ―                   | ―                     | ―                     | 35    | 6     | 0,27               |
| Alianza Atlético · Perú | Total club    | Total club    | 67    | 10    | 0                   | 0                   | 0                     | 0                     | 67    | 10    | 0,28               |
| Deportivo Wanka · Perú | 1.ª           | 2001          | 44    | 21    | ―                   | ―                   | ―                     | ―                     | 44    | 21    | 0,31               |
| Deportivo Wanka · Perú | Total club    | Total club    | 44    | 21    | 0                   | 0                   | 0                     | 0                     | 44    | 21    | 0,31               |
| Espérance Túnez | 1.ª           | 2002          | 8     | 1     | 3                   | 1                   | ―                     | ―                     | 11    | 2     | 0,31               |
| Espérance Túnez | Total club    | Total club    | 8     | 1     | 3                   | 1                   | 0                     | 0                     | 11    | 2     | 0,31               |
| Coronel Bolognesi · Perú | 1.ª           | 2002          | 14    | 4     | ―                   | ―                   | ―                     | ―                     | 14    | 4     | 0,33               |
| Coronel Bolognesi · Perú | 1.ª           | 2003          | 35    | 6     | ―                   | ―                   | ―                     | ―                     | 35    | 6     | 0,27               |
| Coronel Bolognesi · Perú | 1.ª           | 2004          | 32    | 5     | ―                   | ―                   | 2                     | 0                     | 34    | 5     | 0,27               |
| Coronel Bolognesi · Perú | Total club    | Total club    | 67    | 10    | 0                   | 0                   | 2                     | 0                     | 83    | 15    | 0,28               |
| Skoda Xanthi · Grecia | 1.ª           | 2005          | 7     | 0     | ―                   | ―                   | ―                     | ―                     | 7     | 0     | 0,31               |
| Skoda Xanthi · Grecia | Total club    | Total club    | 7     | 0     | 0                   | 0                   | 0                     | 0                     | 7     | 0     | 0,31               |
| Melgar · Perú | 1.ª           | 2005          | 19    | 3     | ―                   | ―                   | ―                     | ―                     | 19    | 3     | 0,31               |
| Melgar · Perú | Total club    | Total club    | 19    | 3     | 3                   | 1                   | 0                     | 0                     | 19    | 3     | 0,31               |
| Olympiakos Nicosia Chipre | 1.ª           | 2006          | 3     | 0     | 2                   | 0                   | ―                     | ―                     | 5     | 0     | 0,31               |
| Olympiakos Nicosia Chipre | Total club    | Total club    | 3     | 0     | 2                   | 0                   | 0                     | 0                     | 5     | 0     | 0,31               |
| José Gálvez · Perú | 1.ª           | 2006          | 13    | 0     | ―                   | ―                   | ―                     | ―                     | 13    | 0     | 0,31               |
| José Gálvez · Perú | Total club    | Total club    | 13    | 0     | 0                   | 0                   | 0                     | 0                     | 13    | 0     | 0,31               |
| Puerto Rico Islanders Puerto Rico                                                                                              | 1.ª           | 2007          | 14    | 10    | ―                   | ―                   | 3                     | 1                     | 17    | 11    | 0,31               |
| Puerto Rico Islanders Puerto Rico                                                                                              | Total club    | Total club    | 14    | 10    | 0                   | 0                   | 3                     | 1                     | 17    | 11    | 0,31               |
| Isabela SC Puerto Rico | 1.ª           | 2014          | ¿?    | ¿?    | ―                   | ―                   | ―                     | ―                     | ¿?    | ¿?    | 0,31               |
| Isabela SC Puerto Rico | Total club    | Total club    | ¿?    | ¿?    | 0                   | 0                   | 0                     | 0                     | ¿?    | ¿?    | 0,31               |
| Total carrera | Total carrera | Total carrera | 385   | 85    | 6                   | 1                   | 12                    | 1                     | 403   | 87    | 0,26               |
| (1) Incluye datos de Copa del Rey, Copa de Portugal y Copa de la Liga de Portugal. (2) No incluye goles en partidos amistosos. |               |               |       |       |                     |                     |                       |                       |       |       |                    |

### Selección nacional
| Selección   | Año   | Amistoso | Amistoso | Eliminatorias | Eliminatorias | Total | Total |
| Selección   | Año   | Part.    | Goles    | Part.         | Goles         | Part. | Goles |
| ----------- | ----- | -------- | -------- | ------------- | ------------- | ----- | ----- |
| Perú · Perú | 1996  | 2        | 0        | ―             | ―             | 2     | 0     |
| Perú · Perú | 2001  | ―        | ―        | 1             | 0             | 1     | 0     |
| Perú · Perú | Total | 2        | 0        | 1             | 0             | 3     | 0     |

## Palmarés

### Campeonatos nacionales
| Título           | Club             | País  | Año  |
| ---------------- | ---------------- | ----- | ---- |
| Torneo Apertura  | Alianza Lima     | Perú  | 1997 |
| Campeón Nacional | Espérance        | Túnez | 2002 |
| Torneo Apertura  | Sporting Cristal | Perú  | 2005 |

### Distinciones individuales
| Distinción                               | Club            | Año  |
| ---------------------------------------- | --------------- | ---- |
| Goleador de la Primera División del Perú | Deportivo Wanka | 2001 |